# Monthly Comic Blade
Monthly Comic Blade (月刊コミックブレイド, Gekkan Komikku Bureidoō) est un magazine de prépublication de manga de type shōnen publié par Mag Garden entre février 2002 et juillet 2014. Initialement publié de manière mensuelle, le 30 de chaque mois, il est remplacé à sa disparition par le magazine en ligne gratuit Online Magazine Comic Blade puis par le Monthly Comic Garden lancé en septembre 2014.

## Mangas prépubliés dans leMonthly Comic Blade
- Amanchu!
- The Ancient Magus Bride
- Aqua
- Aria
- Corpse Party
- Elemental Gerad
- Le Fruit de la Grisaia
- Ghost Hound
- The Innocent
- Jinki:Extend
- Moi et mon ange gardien
- Peace Maker
- Père et Fils
- Robotics;Notes
- Saint October
- Shimoneta to iu gainen ga sonzai shinai taikutsu na sekai
- Sorcière de l'ouest
- Steins;Gate
- Tales of Symphonia
- Umi monogatari